# Kim Tuấn (nhà thơ)
Kim Tuấn (1938-2003) là một nhà thơ tiêu biểu trước 1975. Hai ca khúc phổ thơ của ông nổi tiếng là Anh cho em mùa xuân (Nguyễn Hiền) & Những bước chân âm thầm (Y Vân).

## Tiểu sử
Kim Tuấn tên thật là Nguyễn Phước Vĩnh Khuê, sinh năm 1938 tại Huế nhưng quê gốc ở Hà Tĩnh. Ông là hậu duệ 5 đời Tùng Thiện Vương Miên Thẩm. Là con trai duy nhất của gia đình. Thuở nhỏ sống cùng gia đình ở Phan Thiết. Lớn lên vào Sài Gòn học. Ông có tính cách hiền lành; ngoại hình mập mạp, da hơi ngăm đen, nụ cười híp mắt. Năm 20 tuổi cưới người vợ đầu là Hồ Thị Mộng Sương (em Hồ Đình Phương). Sau 1975 hai người ly dị, Mộng Sương sang Pháp, Kim Tuấn cưới người vợ thứ nhì là chị Minh Phương và có hai người con trai.
Kim Tuấn làm thơ từ năm 13 tuổi. Bắt đầu có thơ đăng trên các tạp chí đầu thập niên 1960. Tập thơ đầu tiên xuất bản là tập Hoa Mười Phương in chung với mười ba tác giả khác. Ông từng có một thời gian nhập ngũ và làm thông dịch viên tiếng Anh cho Quân đoàn II (Việt Nam Cộng hòa) tại Pleiku. Thời gian này ông còn là phóng viên chiến trường với ký danh Vĩnh Khuê. Sau thời gian làm việc ông thường về nhà phụ vợ bán thuốc tây tại nhà riêng - hiệu thuốc cùng tên Kim Tuấn trên đường Phan Bội Châu.
Năm 1977, ông về Quận 4, Thành phố Hồ Chí Minh làm hiệu trưởng Trường Anh văn và dạy nghề Thăng Long - một ngôi trường do người Anh tài trợ dành cho trẻ em lang thang và dạy học ở đó cho đến cuối đời. Ngày 11/9/2003, sau khi tham dự buổi văn nghệ phát quà Trung thu cho trẻ em nghèo tại trường, ông về nhà ăn bánh, uống trà, ngắm trăng với vợ con rồi đột ngột bị nhồi máu cơ tim và mất trên đường đưa đến bệnh viện.

## Đánh giá
Đa số thơ của Kim Tuấn đều là thơ năm chữ với vần điệu êm ả, dịu dàng; mang nhiều hình ảnh đặc trưng của mỗi vùng đất mà ông viết. Cái hay của thơ Kim Tuấn là nắm bắt được tính cô động, "kiệm lời" của thể thơ năm chữ.
Gồm 3 mảng chính: Thiên nhiên - Chiến tranh - Tình yêu.
Thơ của ông được in trên nhiều báo, tạp chí trước và sau 1975. Ngoài ra ông còn được nhà thơ Du Tử Lê gọi là "chiếc cầu nối huy hoắc giữa thơ ca và âm nhạc trước 1975" với nhiều bài thơ phổ nhạc đặc sắc mà tiêu biểu là Anh cho em mùa xuân (Nguyễn Hiền) và Những bước chân âm thầm (Y Vân).

## Xuất bản
- Hoa mười phương (chung với 13 tác giả khác, 1959) ~ Trường Giang[6]
- Ngàn thương (chung với Định Giang, Vương Đức Lệ, 1961)
- Dấu bụi hồng (1971) ~ Minh Đức
- Thơ Kim Tuấn 1962-1972 (1974) ~ Gìn Vàng Giữ Ngọc
- Thời của trái tim hồng (1990) ~ Nhà xuất bản Tổng hợp Sông Bé
- Tuổi phượng hồng (1991) ~ Nhà xuất bản Trẻ
- Tạ tình phương Nam (1994)
- Thơ Lý và thơ ngắn (2002) ~ Nhà xuất bản Văn Nghệ Thành phố Hồ Chí Minh

## Những ca khúc phổ thơ Kim Tuấn
- Anh cho em mùa xuân (Nguyễn Hiền) - phổ từ bài Nụ hoa vàng ngày xuân
- Những bước chân âm thầm (Y Vân) - phổ từ bài Kỷ niệm
- Nhớ em lý bông mai (Trương Quang Tuấn) - phổ từ bài Lý bông mai
- Tự tình lý cây bông (Trương Quang Tuấn) - phổ từ bài Lý cây bông
- Duyên tình lý ngựa ô (Trương Quang Tuấn)
- Tình ta lý qua cầu (Trương Quang Tuấn)
- Ầu ơ lý ru con (Trương Quang Tuấn)
- Khi tôi về (Phạm Duy)
- Ta ở trời tây (Phạm Đình Chương)
- Khi xa Sài Gòn (Lê Uyên Phương)
- Còn thương nhau hoài (Trúc Sơn)
- Nối lại tình thương (Trúc Sơn)
- Sao anh không về (Trúc Sơn)
- Nói với mùa thu (Thanh Trang)
- Xuân tận miền xa (Thanh Trang)
- Nếu còn yêu nhau (Hoàng Bảo)
- Nhớ anh vẫn đợi anh về (Hoàng Bảo)
- Thương anh lá đổ mấy mùa (Hoàng Bảo)
- Ga nhỏ chiều mưa (Tấn An)
- Lòng vẫn còn thương (Tấn An)
- Tình vẫn còn thương (Tấn An)
- Tháng đợi năm chờ (Tấn An)
- Còn nhớ còn thương (Minh Mỹ)